# Pascal (ngôn ngữ lập trình)
Pascal là một ngôn ngữ lập trình cho máy tính thuộc dạng mệnh lệnh và thủ tục, được Niklaus Wirth phát triển vào năm 1970. Pascal là ngôn ngữ lập trình đặc biệt thích hợp với kiểu lập trình cấu trúc và cấu trúc dữ liệu. Ngôn ngữ lập trình này được đặt theo tên của nhà toán học, triết học và nhà vật lí người Pháp Blaise Pascal.
Dựa trên cuốn sách của Wirth, Thuật toán + Cấu trúc dữ liệu = Chương trình, Pascal được phát triển trên khuôn mẫu của ngôn ngữ ALGOL 60. Wirth đã tham gia vào quá trình cải thiện ngôn ngữ như một phần của nỗ lực ALGOL X và đề xuất một phiên bản được gọi là ALGOL W. Điều này không được chấp nhận và quá trình ALGOL X đã bị sa lầy. Năm 1968, Wirth quyết định từ bỏ quy trình ALGOL X và cải tiến hơn nữa ALGOL W, phát hành quy trình này với tên Pascal vào năm 1970.
Ngoài các mảng và biến của ALGOL, Pascal cho phép xác định các kiểu dữ liệu phức tạp và xây dựng các cấu trúc dữ liệu động và đệ quy như danh sách, cây và đồ thị. Pascal có khả năng xếp kiểu mạnh trên tất cả các đối tượng, có nghĩa là một loại dữ liệu không thể được chuyển đổi hoặc hiểu như một loại dữ liệu khác nếu không có các chuyển đổi rõ ràng. Không giống như C (và hầu hết các ngôn ngữ trong họ C), Pascal cho phép các định nghĩa thủ tục lồng nhau ở bất kỳ độ sâu nào, và cũng cho phép hầu hết các loại định nghĩa và khai báo bên trong chương trình con (thủ tục và hàm). Do đó, về mặt cú pháp, một chương trình tương tự như một thủ tục hoặc một hàm. Điều này tương tự như cấu trúc khối của ALGOL 60, nhưng bị hạn chế từ các câu lệnh khối tùy ý chỉ với các thủ tục và hàm.
Pascal trở nên rất thành công trong những năm 1970, đặc biệt là trên thị trường máy tính mini đang phát triển mạnh. Các trình biên dịch cho ngôn ngữ này cũng có sẵn cho nhiều máy vi tính khi lĩnh vực này xuất hiện vào cuối những năm 1970. Nó đã được sử dụng rộng rãi như một ngôn ngữ giảng dạy trong các khóa học lập trình cấp đại học vào những năm 1980, và cũng được sử dụng trong cài đặt sản xuất để viết phần mềm thương mại trong cùng thời kỳ. Nó bị ngôn ngữ lập trình C thay thế vào cuối những năm 1980 và đầu những năm 1990 khi các hệ thống dựa trên UNIX trở nên phổ biến, và đặc biệt là với sự ra đời của C++.
Một ngôn ngữ dẫn xuất được gọi là Object Pascal được thiết kế cho lập trình hướng đối tượng được phát triển vào năm 1985; nó đã được Apple Computer và Borland sử dụng vào cuối những năm 1980 và sau đó được phát triển thành Delphi trên nền tảng Microsoft Windows.

## Lịch sử

### Những nỗ lực ban đầu
Phần lớn lịch sử của thiết kế ngôn ngữ máy tính trong những năm 1960 là ngôn ngữ ALGOL 60. ALGOL được phát triển trong những năm 1950 với mục tiêu rõ ràng để có thể mô tả rõ ràng các thuật toán. Nó bao gồm một số tính năng cho lập trình có cấu trúc vẫn còn phổ biến trong các ngôn ngữ cho đến ngày nay.
Ngay sau khi được giới thiệu, vào năm 1962, Wirth bắt đầu nghiên cứu luận án của mình với Helmut Weber về ngôn ngữ lập trình Euler. Euler được dựa trên cú pháp của ALGOL. Mục tiêu chính của nó là thêm các danh sách và kiểu động, cho phép nó được sử dụng trong các vai trò tương tự như Lisp. Ngôn ngữ được xuất bản vào năm 1965.
Vào thời gian này, một số vấn đề của ALGOL đã được xác định, đặc biệt là thiếu một hệ thống chuỗi tiêu chuẩn hóa. Nhóm được giao nhiệm vụ duy trì ngôn ngữ đã bắt đầu thực hiện ALGOL X để xác định các cải tiến, kêu gọi đệ trình. Wirth và Tony Hoare đã thêm chuỗi và làm mới một số cú pháp. Các nỗ lực của ALGOL X làm cho ngôn ngữ ngày càng phức tạp hơn ALGOL 68. Sự phức tạp của ngôn ngữ này dẫn đến khó khăn đáng kể trong việc tạo ra các trình biên dịch hiệu suất cao, và nó không được sử dụng rộng rãi trong ngành. Do đó, Wirth đã viết một trình biên dịch cho ngôn ngữ máy tính, được gọi là ALGOL W.

### Pascal
Pascal là thành quả bởi những nỗ lực về ALGOL W, với mục tiêu rõ ràng là tạo ra một ngôn ngữ có hiệu quả cả trong trình biên dịch và thời gian chạy, cho phép phát triển các chương trình có cấu trúc tốt và hữu ích cho việc dạy học sinh lập trình có cấu trúc. Một thế hệ sinh viên đã sử dụng Pascal như một ngôn ngữ vỡ lòng trong các chương trình học đại cương.
Một trong những thành công ban đầu cho ngôn ngữ là việc giới thiệu UCSD Pascal, một phiên bản chạy trên một hệ điều hành tùy chỉnh có thể được chuyển sang các nền tảng khác nhau. Một nền tảng quan trọng đó là Apple II, nơi mà nó được sử dụng rộng rãi. Điều này dẫn đến việc sử dụng Pascal trở thành ngôn ngữ cấp cao chính được sử dụng để phát triển trong Apple Lisa, và sau đó, Macintosh. Các bộ phận của hệ điều hành Macintosh ban đầu được dịch sang ngôn ngữ lắp ráp Motorola 68000 từ các nguồn Pascal.
Hệ thống sắp xếp chữ TeX của Donald E. Knuth được viết bằng WEB, hệ thống lập trình biết chữ gốc, dựa trên DEC PDP-10 Pascal, trong khi các ứng dụng như Total Commander, Skype và Macromedia Captivate được viết bằng Delphi (Object Pascal). Apollo Computer đã sử dụng Pascal làm ngôn ngữ lập trình hệ thống cho các hệ điều hành của nó bắt đầu từ năm 1980.
Các biến thể của Pascal cũng thường được sử dụng cho mọi thứ từ các dự án nghiên cứu tới các trò chơi máy tính cá nhân và các hệ thống nhúng. Các trình biên dịch Pascal mới tồn tại được sử dụng rộng rãi.

### Object Pascal
Trong quá trình làm việc tại Lisa, Larry Tesler bắt đầu thảo luận với Wirth về ý tưởng thêm các phần mở rộng hướng đối tượng vào ngôn ngữ. Điều này dẫn đến việc Clascal được giới thiệu vào năm 1983. Khi chương trình Lisa đã bị mất dần chỗ đứng và được thay thế bởi Mac, một phiên bản tiếp theo được gọi là Object Pascal đã được tạo ra. Điều này đã được giới thiệu trên Macintosh vào năm 1985 như một phần của khung ứng dụng MacApp, và trở thành ngôn ngữ phát triển chính của Apple vào đầu những năm 1990.
Các phần mở rộng Object Pascal sau đó được bổ sung vào Turbo Pascal, và qua nhiều năm đã trở thành hệ thống Delphi cho Microsoft Windows. Delphi vẫn được sử dụng để phát triển các ứng dụng Windows, nhưng cũng có khả năng biên dịch cùng mã với Mac, iOS, Android và Linux. Một phiên bản đa nền tảng khác được gọi là Free Pascal, với Lazarus IDE, là phổ biến với người dùng Linux vì nó cũng cung cấp viết một lần, biên dịch bất cứ nơi nào. CodeTyphon là một bản phân phối Lazarus với nhiều gói được cài đặt sẵn và các trình biên dịch đa nền tảng.

## Mô tả ngắn gọn
Ý định của Wirth là tạo ra một ngôn ngữ hiệu quả (liên quan đến cả tốc độ biên dịch và mã được tạo ra) dựa trên lập trình có cấu trúc, một khái niệm được phổ biến gần đây mà ông đã quảng bá trong cuốn sách của mình Thuật toán + Cấu trúc dữ liệu = Chương trình (Algorithms + Data Structures = Programs). Pascal có nguồn gốc từ ngôn ngữ ALGOL 60 cho phép các lập trình viên xác định các kiểu dữ liệu phức tạp và cũng dễ dàng hơn trong việc xây dựng cấu trúc dữ liệu động và đệ quy. Chẳng hạn như danh sách, cây cối và đồ thị. Các tính năng quan trọng được đưa vào đây là các bản ghi, liệt kê, phân nhóm, các biến phân bổ động với con trỏ liên quan và tập hợp. Để làm cho điều này có thể và có ý nghĩa, Pascal có cách kiểu mạnh vào tất cả các đối tượng, có nghĩa là một loại dữ liệu không thể được chuyển đổi hoặc được hiểu là một loại dữ liệu khác mà không thể chuyển đổi rõ ràng. Các cơ chế tương tự là tiêu chuẩn trong nhiều ngôn ngữ lập trình ngày nay. Các ngôn ngữ khác ảnh hưởng đến sự phát triển của Pascal là Simula 67 và ALGOL W của Wirth.
Pascal, giống như nhiều ngôn ngữ lập trình ngày nay (nhưng không giống như hầu hết các ngôn ngữ trong họ C), cho phép định nghĩa quy trình lồng nhau ở bất kỳ mức độ sâu nào. Điều này cho phép tạo một cú pháp rất đơn giản và mạch lạc trong đó một chương trình hoàn chỉnh là gần như giống hệt với một thủ tục hoặc hàm duy nhất.

## Triển khai

### Trình biên dịch Pascal ban đầu
Trình biên dịch Pascal đầu tiên được thiết kế trong Zürich cho dòng máy tính lớn CDC 6000, được viết và xây dựng tại Đại học Illinois dưới sự chỉ đạo của Donald B. Gillies cho loại máy tính PDP-11 và ngay từ lúc này đã có thể sinh ra mã máy trực tiếp. Niklaus Wirth báo cáo rằng một nỗ lực đầu tiên để thực hiện nó ở Fortran năm 1969 đã không thành công do Fortran không đủ khả năng thể hiện cấu trúc dữ liệu phức tạp. Nỗ lực thứ hai được thực hiện bằng ngôn ngữ giống ngôn ngữ C (Scallop của Max Engeli) và sau đó được dịch bằng tay (bởi R. Schild) thành Pascal để khởi động. Nó hoạt động vào giữa năm 1970. Nhiều trình biên dịch Pascal vì đã tự lưu trữ, có nghĩa là trình biên dịch được viết bằng Pascal và trình biên dịch thường có khả năng biên dịch lại khi các tính năng mới được thêm vào ngôn ngữ, hoặc khi trình biên dịch được chuyển đến môi trường mới. Trình biên dịch GNU Pascal là một ngoại lệ đáng chú ý, được viết bằng ngôn ngữ C.
Thành công đầu tiên của trình biên dịch CDC Pascal đến từ một máy tính lớn khác được hoàn thành bởi Welsh và Quinn tại Đại học Queen's Belfast (QUB) vào năm 1972. Trình biên dịch này, lần lượt, là cha mẹ của trình biên dịch Pascal cho máy tính mini đa hệ thống thông tin (ICS). Cổng Multum được phát triển - với mục đích sử dụng Pascal như một ngôn ngữ lập trình hệ thống - bởi Findlay, Cupples, Cavouras và Davis, làm việc tại Khoa Khoa học Máy tính tại Đại học Glasgow. Người ta nghĩ rằng Multum Pascal, được hoàn thành vào mùa hè năm 1973, có thể đã được thực hiện 16-bit đầu tiên.
Một trình biên dịch hoàn toàn mới được hoàn thành bởi Welsh et al. tại QUB năm 1977. Nó cung cấp một tính năng chẩn đoán ngôn ngữ nguồn (kết hợp các lược đồ định hình, truy tìm và nhận dạng được định dạng kiểu) được triển khai bởi Findlay và Watt tại Đại học Glasgow. Việc triển khai này được chuyển vào năm 1980 cho dòng ICL 2900 của một nhóm có trụ sở tại Đại học Southampton và Đại học Glasgow.
Đầu thập niên 1980, UCSD Pascal đã có phiên bản dành cho các máy Apple II và Apple III để có các phiên bản tương ứng thay thế trình thông dịch BASIC đi kèm với các loại máy này trong thời gian trước đó.
Việc thực hiện mô hình chuẩn Pascal cũng dựa trên trình biên dịch này, đã được điều chỉnh bởi Welsh và Hay tại Đại học Manchester vào năm 1984, để kiểm tra nghiêm ngặt sự phù hợp với tiêu chuẩn BSI 6192 / ISO 7185 và tạo mã cho một máy trừu tượng di động.
Trình biên dịch giá rẻ của Borland đã gây ra ảnh hưởng lớn đến cộng đồng lập trình viên Pascal, họ hầu như tập trung hết vào lập trình cho máy IBM-PC trong những năm cuối thập niên 1980. Rất nhiều người cũng đã sử dụng sản phẩm này thay cho BASIC.

### Hệ thống Pascal-P
Để nhanh chóng phổ biến rộng rãi ngôn ngữ này, một bộ công cụ chuyển mã được viết tại Zurich bao gồm một trình biên dịch sang "mã máy ảo" (hay dễ hiểu hơn, mã trung gian giữa mã máy và mã nguồn), và bộ giả lập cho loại mã này. Bộ công cụ này sau đó trở thành hệ thống giả (P-system). Mặc dù hệ thống này được phát triển nhằm tạo ra các trình biên dịch sinh mã máy trên ít nhất một hệ thống, nhưng kết quả đáng kể nhất chỉ là trình thông dịch cho hệ thống giả UCSD. Các trình biên dịch hệ thống P được gọi là Pascal-P1, Pascal-P2, Pascal-P3 và Pascal-P4. Pascal-P1 là phiên bản đầu tiên, và Pascal-P4 là người trình biên dịch cuối cùng của nhóm tại Zurich. Phiên bản được gọi là Pascal-P1 được đặt ra sau để nhiều nguồn khác nhau cho Pascal-P tồn tại. Trình biên dịch được thiết kế lại để nâng cao tính di động và được phát hành dưới dạng Pascal-P2. Mã này sau đó được cải tiến để trở thành Pascal-P3, với một mã trung gian tương thích ngược với Pascal-P2 và Pascal-P4.
Trình biên dịch Pascal-P4 vẫn có thể chạy và biên dịch trên các hệ thống tương thích với Pascal gốc. Tuy nhiên, nó chỉ chấp nhận một tập con của ngôn ngữ Pascal.
Pascal-P5, được tạo ra bên ngoài nhóm Zurich, sử dụng ngôn ngữ Pascal đầy đủ và bao gồm khả năng tương thích ISO 7185.
UCSD Pascal phân nhánh Pascal-P2, nơi Kenneth Bowles sử dụng nó để tạo ra hệ thống p UCSD giải thích. Hệ thống p UCSD là một trong ba hệ điều hành có sẵn khi ra mắt Máy tính cá nhân IBM gốc. UCSD Pascal đã sử dụng một mã trung gian dựa trên các giá trị byte, và do đó là một trong những trình biên dịch mã byte đầu tiên. Pascal-P1 không thông qua Pascal-P4, mà là dựa trên chiều dài từ CDC 6600 60 bit.
Trình biên dịch dựa trên trình biên dịch Pascal-P4, đã tạo ra các tệp nhị phân gốc, được phát hành cho máy tính lớn IBM System / 370 của Ủy ban Năng lượng Nguyên tử Úc (Australian Atomic Energy Commission); nó được gọi là "AAEC Pascal Compiler".
Vào đầu những năm 1980, Watcom Pascal đã được phát triển, cũng cho hệ thống IBM 370.
Vào những năm 1990, Pascal vẫn đang chạy trên các thiết bị VAX tại Đại học George Mason để dạy lập trình máy tính.

### Object Pascal
Apple Computer đã tạo ra Lisa Pascal của riêng mình cho Lisa Workshop vào năm 1982 và chuyển trình biên dịch sang Apple Macintosh và MPW năm 1985. Năm 1985, Larry Tesler, tham vấn với Niklaus Wirth, đã định nghĩa Object Pascal và các phần mở rộng này được tích hợp trong cả trình biên dịch Lisa Pascal và Mac Pascal.
Borland quyết định cần phải có nhiều tính năng hướng đối tượng tinh vi và phức tạp hơn, và đã bắt đầu sản phẩm Delphi, sử dụng sơ đồ thiết kế của Object Pascal do Apple đưa ra làm cơ sở. (Sơ đồ của Apple vẫn chưa phải là chuẩn.) Borland cũng gọi đây là Object Pascal trong phiên bản Delphi đầu tiên nhưng đổi tên thành Delphi trong các phiên bản sau đó. Các bổ sung chính so với các phần mở rộng lập trình hướng đối tượng trước là mô hình đối tượng, các hàm dựng và hàm hủy ảo, các thuộc tính đều mang tính tham chiếu. Có một vài trình biên dịch khác cũng hỗ trợ các tính năng này.

### Turbo Pascal
Turbo Pascal và các sản phẩm tương tự, bằng các khái niệm đơn vị (unit) hay mô-đun (module) hình thành nên các ngôn ngữ lập trình cấu trúc. Turbo Pascal lấy các khái niệm này từ chuẩn của Extended Pascal hay từ người kế vị Modula-2. Mặc dù vậy nó vẫn không cung cấp khái niệm các mô-đun lồng nhau hay các ký hiệu rõ ràng về hàm nhập và hàm xuất.
Trong thập niên 1980, Anders Hejlsberg đã viết trình biên dịch Blue Label Pascal dành cho dòng máy tính Nascom-2. Sau đó ông chuyển sang làm việc cho hãng Borland và viết lại hoàn toàn trình biên dịch này để rồi trở thành Turbo Pascal cho máy tính IBM-PC. Trình biên dịch mới này bán với giá chỉ có $49.95, rẻ hơn nhiều so với giá Hejlsberg trước đây rao bán sản phẩm Blue Label Pascal. Nó được viết và tối ưu hóa hoàn toàn bằng hợp ngữ, làm cho nó nhỏ hơn và nhanh hơn.
Năm 1986, Anders chuyển Turbo Pascal sang Macintosh và kết hợp các phần mở rộng Object Pascal của Apple vào Turbo Pascal. Những phần mở rộng này sau đó được thêm trở lại vào phiên bản PC của Turbo Pascal cho phiên bản 5.5. Đồng thời Microsoft cũng đã triển khai trình biên dịch Object Pascal. Turbo Pascal 5.5 có ảnh hưởng lớn đến cộng đồng Pascal, bắt đầu tập trung chủ yếu vào máy tính IBM vào cuối những năm 1980. Nhiều người yêu thích PC trong việc tìm kiếm một sự thay thế có cấu trúc cho BASIC đã sử dụng sản phẩm này. Nó cũng bắt đầu được chấp nhận bởi các nhà phát triển chuyên nghiệp. Khoảng thời gian đó, một số khái niệm được nhập ngôn ngữ C để cho phép các lập trình viên Pascal sử dụng API dựa trên C của Microsoft Windows trực tiếp. Các phần mở rộng này bao gồm các chuỗi, con trỏ số học, con trỏ hàm, một toán tử địa chỉ và các kiểu gõ không an toàn.
Turbo Pascal, và các dẫn xuất khác với các đơn vị hoặc các khái niệm mô-đun là các ngôn ngữ mô-đun. Tuy nhiên, nó không cung cấp khái niệm mô-đun lồng nhau hoặc nhập và xuất đủ điều kiện các ký hiệu cụ thể.
Các phiên bản của Turbo Pascal
- Phiên bản 2.0: So với Pascal chuẩn, Turbo Pascal Version 2.0 có những mở rộng về các biến động, các biến địa chỉ tuyệt đối, Các phép toán trên bit và byte, các phép toán logic trên số nguyên, Kết nối các chương trình với các biến chung,...
- Phiên bản 3.0: là một hệ thống phát triển gồm những đặc điểm của version 2.0 và có nhiều mở rộng quan trọng như: Bổ sung nhiều thủ tục và hàm chuẩn. Bổ sung một vài dạng đặc biệt mới cho phép tính toán các số thực với độ chính xác lớn,... So với version 2.0 thì version 3.0 có tốc độ dịch gấp đôi.
- Phiên bản 4.0: có đặc điểm là có thêm một số dữ liệu mới, thực hiện các biểu thức logic nhanh hơn, có nhiều thủ tục và hàm chuẩn về xử lý đồ họa đồ thị màu sắc hình khối cửa sổ,...
- Phiên bản 5.0 và 5.5: Năm 1989, hãng Borland đưa ra thị trường phiên bản Turbo Pascal Version 5.0 để giới thiệu các thủ tục và hàm tiện nghi. Tiếp đó chưa đầy nửa năm họ đưa ra version 5.5 có thêm cấu trúc hoàn toàn mới, đó là lập trình đối tượng.
- Phiên bản 6.0: Đặc điểm nổi bật của version này là giới thiệu thành phần của Turbo vision, một thư viện chương trình cụ thể, định hình có các cửa sổ tiện ích để đối chiếu với nhau.
- Phiên bản 7.0: Cuối năm 1992, hãng Borland lại đưa ra version 7.0 để chạy trong tất cả hệ điều hành kể cả Windows
- phiên bản 7.1: tương tự bản 7.0.1
- phiên bản 7.2: Ra mắt năm 2000.

### Các biến thể khác
Super Pascal là một biến thể của Pascal, bổ sung nhãn không có số, trả lại biểu thức hay mệnh đề là tên của kiểu dữ liệu.
Các trường đại học Wisconsin-Madison, Zürich, Karlsruhe và Wuppertal đã phát triển các trình biên dịch Pascal-SC và Pascal-XSC, nhằm lập trình tính toán số.
TMT Pascal trình biên dịch tương thích Borland đầu tiên cho chế độ bảo vệ DOS 32-bit, hệ điều hành OS/2 và Win32. Ngoài ra ngôn ngữ TMT Pascal là ngôn ngữ đầu tiên cho phép quá tải hàm và toán tử. Pascal-SC ban đầu nhắm vào bộ vi xử lý Z80, nhưng sau này được viết lại cho DOS (x86) và 68000. Pascal-XSC có lúc được chuyển sang Unix (Linux, SunOS, HP-UX, AIX) và Microsoft / IBM (DOS với Hệ điều hành EMX, OS/2, Windows). Nó hoạt động bằng cách tạo mã nguồn trung gian C, sau đó được biên dịch thành một tệp thực thi nguyên gốc. Một số phần mở rộng ngôn ngữ Pascal-SC đã được chấp nhận bởi GNU Pascal.
Pascal Sol được thiết kế vào khoảng năm 1983 bởi một nhóm người Pháp để thực hiện một hệ thống giống Unix có tên Sol. Đó là tiêu chuẩn Pascal level-1 (với giới hạn mảng tham số) nhưng định nghĩa cho phép từ khóa thay thế và định danh được xác định trước bằng tiếng Pháp và ngôn ngữ bao gồm một vài phần mở rộng để giảm bớt lập trình hệ thống. Nhóm Sol sau này đã chuyển sang dự án ChorusOS để thiết kế một hệ điều hành phân tán.
IP Pascal là một triển khai thực hiện ngôn ngữ lập trình Pascal bằng cách sử dụng Micropolis DOS, nhưng đã được chuyển nhanh sang CP/M-80 chạy trên Z80. Nó đã được chuyển sang các kiểu máy 80386 vào năm 1994, và tồn tại ngày nay như các triển khai Windows/XP và Linux. Trong năm 2008, hệ thống đã được đưa lên một cấp độ mới và ngôn ngữ kết quả được gọi là "Pascaline" (sau khi máy tính của Pascal). Nó bao gồm các đối tượng, các điều khiển vùng tên, mảng động, cùng với nhiều phần mở rộng khác, và thường có tính năng bảo vệ và chức năng giống như C #. Nó là chỉ thực hiện như vậy cũng tương thích với việc thực hiện Pascal ban đầu, được chuẩn hóa theo tiêu chuẩn ISO 7185.
Smart Mobile Studio được tạo ra bởi Jon Aasenden và biên dịch phương ngữ riêng của mình về Object Pascal thành HTML5/Javascript.
Và như chúng ta biết ngôn ngữ lập trình đứng đầu là Python với lượng người áp đảo C++.

## Chuẩn hóa

### ISO/IEC 7185: 1990 Pascal
Năm 1983, ngôn ngữ được chuẩn hoá, theo tiêu chuẩn quốc tế IEC/ISO 7185 và một số tiêu chuẩn cụ thể của quốc gia khác bao gồm ANSI/IEEE770X3.97-1983 và ISO 7185:1983 đều của Mỹ. Hai tiêu chuẩn này chỉ khác nhau ở chỗ tiêu chuẩn ISO bao gồm phần mở rộng "cấp 1" trong đó ANSI không cho phép phần mở rộng này vào bản gốc (Wirth). Năm 1989, ISO 7185 được sửa đổi.
Chuẩn ISO 7185 được phát triển với mục đích là sự chọn lọc của ngôn ngữ 1974 của Writh, được đề cập chi tiết trong cuốn "Hướng dẫn sử dụng và Báo cáo của Jensen và Wirth", bổ sung đáng kể nhất là "Các tham số mảng phù hợp" được coi là mức 1 của tiêu chuẩn, mức 0 là Pascal không có mảng phù hợp.
Trên các máy tính lớn mà Pascal xuất phát (mainframe và minicomputer), các tiêu chuẩn này thường được tuân theo. Tuy vậy trên IBM-PC thì ngược lại. Trên các máy tính IBM-PC, chuẩn của Turbo Pascal và Delphi của Borland có lượnng người dùng nhiều nhất. Do vậy, biết liệu một phiên bản riêng biệt tương ứng với ngôn gữ Pascal ban đầu, hay ngôn ngữ riêng của Borland là khá quan trọng.

### ISO/IEC 10206: Mở rộng Pascal 1990
Năm 1990, một chuẩn Pascal mở rộng được tạo ra dựa theo tiêu chuẩn ISO/IEC 10206, giống hệt về nội dung kỹ thuật cho IEEE/ANSI 770X3.160-1989.

#### biến thế
Phiên bản Pascal của Niklaus Wirth ở Zurich được phát hành dưới hai dạng cơ bản, nguồn trình biên dịch CDC 6000 và một bộ chuyển mạch gọi là hệ thống Pascal-P.
UCSD Pascal của Giáo sư Kenneth Bowles dựa trên bộ Pascal-P2 chia sẻ một số hạn chế ngôn ngữ Pascal-P. UCSD Pascal sau đó được gọi là Apple Pascal. Mặc dù UCSD Pascal thực sự mở rộng tập hợp con Pascal trong bộ Pascal-P bằng cách thêm lại các cấu trúc Pascal chuẩn, song nó vẫn không phải là một bản cài đặt chuẩn hoàn chỉnh của Pascal.
Đầu thập niên 1990, Alan Burns và Geoff Davies đã phát triển Pascal-FC, một phần mở rộng cho Pl/0 (từ cuốn sách của Niklaus 'Thuật toán + Cấu trúc dữ liệu = Chương trình'). Một số cấu trúc đã được thêm vào để sử dụng Pascal-FC như một công cụ giảng dạy cho lập trình đồng thời. Để có thể chứng minh sự tương tranh, đầu ra của trình biên dịch (một loại mã P) có thể được thực hiện trên một máy ảo. Máy ảo này không chỉ mô phỏng một môi trường bình thường, mà còn có thể mô phỏng các điều kiện khắc nghiệt.

#### Các trình biên dịch Pascal giống như Borland
Turbo Pascal của Borland, được viết bởi Anders Hejlsberg, được viết bằng hợp ngữ độc lập với UCSD.
Turbo Pascal phiên bản 3 và các phiên bản sau này, bao gồm Object Pascal và Delphi của Borland và các phần tử tương thích không phải Borland trở nên phổ biến với các lập trình viên bao gồm các tác giả chia sẻ và thư viện SWAG của mã Pascal.
Các sản phẩm phần mềm bao gồm:
- Turbo Pascal - "TURBO.EXE" lên đến phiên bản 7 và Turbo Pascal cho Windows ("TPW") và Turbo Pascal cho Macintosh.
- Borland Pascal 7 (về cơ bản là Turbo Pascal 7 cho Windows).
- Object Pascal - một phần mở rộng của ngôn ngữ Pascal được phát triển tại Apple Computer bởi một nhóm do Larry Tesler đứng đầu với sự tham vấn của Niklaus Wirth, người phát minh ra Pascal; các tính năng của nó đã được bổ sung vào Turbo Pascal của Borland cho Macintosh và vào năm 1989 cho Turbo Pascal 5.5 cho DOS.
- Delphi - Object Pascal về cơ bản là ngôn ngữ cơ bản của nó.
- Free Pascal (hoặc fpc) - Free Pascal đã sử dụng phương ngữ chuẩn thực tế cho các lập trình viên Pascal, Borland Pascal và sau đó là Delphi.
- PascalABC.NET - là một ngôn ngữ lập trình Pascal thế hệ mới bao gồm cả trình biên dịch và môi trường phát triển tích hợp (IDE)
- Borland Kylix là một trình biên dịch và môi trường phát triển tích hợp (IDE) trước đây được bán bởi Borland, nhưng sau đó đã ngừng hoạt động.
- Lazarus - tương tự như Kylix, là một môi trường phát triển tích hợp (IDE) trực quan miễn phí để phát triển ứng dụng nhanh (RAD) bằng trình biên dịch Free Pascal, hỗ trợ các phương ngữ của Object Pascal
- Virtual Pascal - VP2/1 là một trình biên dịch Pascal 32 bit Borland Delphi và Borland Delphi tương thích hoàn toàn cho OS/2 và Win 32.
- Sybil là một IDE và trình biên dịch giống như Delphi nguồn mở; bao gồm WDSibyl cho Microsoft Windows và OS/2, một môi trường tương thích Borland Pascal thương mại được phát hành bởi một công ty có tên Speedsoft mà sau này được phát triển thành RAD được gọi là Sybil

#### Danh sách các tiêu chuẩn liên quan
ISO 8651-2: 1988 Hệ thống xử lý thông tin - Đồ họa máy tính - Các ràng buộc ngôn ngữ hệ thống đồ họa (GKS) - Phần 2: Pascal

## Đặc điểm
Pascal ở dạng nguyên thủy của nó là một ngôn ngữ thuần túy và bao gồm các cấu trúc điều khiển giống như ALGOL truyền thống với các từ dành riêng như if, then, else, while, for và case khác nhau trên một câu lệnh khối lệnh. Pascal cũng có cấu trúc dữ liệu cấu trúc của ngôn ngữ lập trình ALGOL 60 như bản ghi, biến thể, con trỏ, liệt kê và bộ. Những cấu trúc như vậy được lấy cảm hứng từ Simula 67, ALGOL 68, ALGOL W của Niklaus Wirth và được đề xuất bởi C. A. R. Hoare.

### Dễ học, dễ đọc
- Pascal có khá nhiều từ khoá, so với C, Pascal sử dụng các từ nhiều hơn là ký hiệu. Pascal đã trở thành một trong những ngôn ngữ được nhiều quốc gia chọn để dạy học trong chương trình học phổ thông. Nhiều chương trình Pascal có thể đọc dưới dạng văn xuôi rất dễ dàng.
- Pascal không phân biệt chữ HOA với chữ thường

### Trình bày
Phần chính của mọi chương trình Pascal là khối lệnh (main). Một khối lệnh bắt đầu bằng từ khoá Begin và kết thúc bằng End. Trước chương trình chính sẽ là các khai báo thư viện, biến, thủ tục, hàm,... Các câu lệnh trong Pascal được ngăn cách bằng dấu chấm phẩy (";"). Câu lệnh cuối cùng của một khối lệnh có thể giản lược đi một dấu chấm phẩy. Cuối chương trình luôn có một dấu chấm sau end (end.).
```
begin

    
writeln
(
'Hello World'
)
;

end
.

```

Pascal, nguyên thể đơn thuần là ngôn ngữ lập trình thủ tục với một loạt các từ khóa chuẩn if, while, for, và các thành phần khác. Pascal là một ngôn ngữ hỗ trợ cả lập trình có cấu trúc lẫn lập trình hướng đối tượng. Hướng đối tượng bắt đầu được đưa vào Turbo Pascal ở phiên bản 5.5. Free Pascal cũng đưa hướng đối tượng vào từ rất sớm.
```
while
 
a
 
<>
 
b
 
do
 
WriteLn
(
'Chao Ban'
)
;

if
 
a
 
>
 
b
 
then

    
writeln
(
'Thoa man dieu kien'
)

else

    
writeln
(
'Khong thoa man dieu kien'
)
;

for
 
i
:=
 
1
 
to
 
10
 
do
 
writeln
(
'Lap: '
,
 
i
:
1
)
;

repeat
 
a
:=
 
a
 
+
 
1
 
until
 
a
 
=
 
10
;

```

Pascal cấu trúc các chương trình thành các thủ tục và hàm.
```
program
 
mine
(
output
)
;

    
procedure
 
print
(
var
 
i
:
 
integer
)
;

        
function
 
next
(
i
:
 
integer
)
:
 
integer
;

        
begin

            
next
:=
 
i
 
+
 
1

        
end
;

    
begin

        
writeln
(
'Tong la: '
,
 
i
)
;

        
i
:=
 
next
(
i
)

    
end
;

begin

    
i
:=
 
1
;

    
while
 
i
 
<=
 
10
 
do
 
print
(
i
)

end
.

```

Các thủ tục và hàm có thể lồng vào nhau theo nhiều cấp, và từ program là khối cấu trúc ngoài cùng nhất. Trước mỗi khối là phần khai báo. Ta có thể khai báo các hằng, các biến, các kiểu, hoặc các nhãn. Các từ khoá var (biến), type (kiểu), const (hằng), label (nhãn) được đặt trước các khai báo có cùng thể loại. Chú thích của Pascal được đặt trong ngoặc nhọn, ví dụ: { comment }, hoặc là ngoặc đơn với sao, ví dụ: (* comment *), trong Free Pascal, ký hiệu // chỉ ra rằng các ký tự sau đó (ở cùng dòng với nó) là chú thích, ví dụ: // comment. Chú thích không ảnh hưởng đến các lệnh của chương trình. Mọi chú thích sẽ tự động bỏ qua trong tiến trình dịch.
```
  
{ đây là chú thích }

  
begin

    
writeln
(
'Viet Nam'
)
;

    
writeln
(
'Hoang Sa, Truong Sa la cua Viet Nam!'
)

  
end
.

```

## Kiểu dữ liệu
Pascal gồm các kiểu đơn lẻ như integer, char, boolean, kiểu đoạn con,... Ngoài ra còn kiểu cấu trúc như array, string, record, object, class,... Cuối cùng là kiểu số thực: real.

### Các kiểu số nguyên
| Tên kiểu        | Khoảng cách giá trị                                    | Dung lượng theo bytes |
| --------------- | ------------------------------------------------------ | --------------------- |
| Byte            | 0.. 255                                                | 1                     |
| Shortint        | -128.. 127                                             | 1                     |
| Smallint        | -32 768.. 32 767                                       | 2                     |
| Word            | 0.. 65 535                                             | 2                     |
| Integer         | -32 768.. 32 767                                       | 2                     |
| Longint         | -2 147 483 648.. 2 147 483 647                         | 4                     |
| Longword        | 0.. 4 294 967 295                                      | 4                     |
| int64           | -9 223 372 036 854 775 808.. 9 223 372 036 854 775 807 | 8                     |
| QWord           | 0.. 18 446 744 073 709 551 615                         | 8                     |
| Cardinal, Dword | Tương đương với longword                               |                       |

### Các kiểu số thực
| Tên kiểu | Khoảng cách                                  | Số chữ số có nghĩa | Dung lượng theo bytes |
| -------- | -------------------------------------------- | ------------------ | --------------------- |
| Real     | phụ thuộc vào nền tảng                       | Không rõ           | 4 đến 8               |
| Single   | 1.6E-45.. 3.4E38                             | 7-8                | 4                     |
| Double   | 5.0E-324.. 1.7E308                           | 15-16              | 8                     |
| Extended | 1.9E-4932.. 1.1E4932                         | 19-20              | 10                    |
| Comp     | -2E64+1.. 2E63-1                             | 19-20              | 8                     |
| Currency | -922337203685477.5808.. 922337203685477.5807 | 19-20              | 8                     |

### Kiểu chữ
Tất cả các kiểu chữ đều có thể lưu được các ký tự trong bảng mã ASCII
| Tên         | Số ký tự lưu được                                                             | Dung lượng theo bytes |
| ----------- | ----------------------------------------------------------------------------- | --------------------- |
| Char        | 1                                                                             | 1                     |
| Widechar    | 1 ký tự unicode                                                               | 2                     |
| String      | 255                                                                           | 255                   |
| Shortstring | Tương tự String (255)                                                         | 255                   |
| Ansistring  | Tùy thuộc vào bộ nhớ (càng nhiều bộ nhớ thì lưu được càng nhiều - tối đa 2GB) | 2.147.483.648         |

### Phương pháp khai báo biến
Đây là một số khai báo kiểu của Pascal:
```
type
 
(* Khai báo kiểu*)

KieuSoNguyen
 
=
 
integer
;

KieuSoNguyenDuong
 
=
 
QWord
;

MangSoNguyen
 
=
 
array
[
1
..
239
]
 
of
 
KieuSoNguyen
;

DiaChi
 
=
 
record

  
xa
,
 
huyen
,
 
tinh
:
 
string
;

  
SoNha
:
 
integer
;

end
;

{ hướng đối tượng }

ConVat
 
=
 
object

  
Ten
:
 
string
;

  
Lop
:
 
string
;

end
;

  

ConGa
 
=
 
object
(
ConVat
)

  
TiengGay
:
 
string
;

end
;

{ Kiểu đoạn con, kiểu tự định nghĩa }

SoDem
 
=
 
(
mot
,
 
hai
,
 
ba
,
 
bon
,
 
nam
)
;

SoNho
 
=
 
0
..
10
;

SoDemNho
 
=
 
mot
..
 
ba
;

```

Từ đó, ta có thể khai báo các biến và sử dụng chúng:
```
var

  
x
:
 
integer
;
 
y
:
 
KieuSonguyenduong
;

  
A
:
 
mangsonguyen
;

  
GaTrong
:
 
ConGa
;

  
z
:
 
SoDemNho
;

Begin
 
{thân chương trình }

  
x
:=
 
5
;

  
y
:=
 
x
+
10
;

  
y
:=
 
y
-
1
;

  
GaTrong
.
TiengGay
:=
 
'meow.meow'
;

  
writeln
(
ConMeo
.
TiengMeo
)
;

End
.

```

Các kiểu phức có thể được xây dựng từ các kiểu đơn:
```
type

    
a
 
=
 
array
 
[
1
..
10
]
 
of
 
integer
;

    
b
 
=
 
record

            
a
:
 
integer
;

            
b
:
 
char

        
end
;

    
c
 
=
 
file
 
of
 
a
;

```

Kiểu chuỗi ký tự (string) là kiểu dữ liệu rất mạnh.
Pascal cũng hỗ trợ dùng con trỏ:
```
type

     
a
 
=
 
^
b
;

     
b
 
=
 
record

            
a
:
 
integer
;

            
b
:
 
char
;

            
c
:
 
a

         
end
;

var

     
pb
:
 
a

```

Ở đây biến Pb là một con trỏ đến kiểu dữ liệu b, là một record. Để tạo record mới và gán các giá trị 10 và A vào các trường a và b trong record, có thể dùng các câu lệnh sau:
```
new
(
pb
)
;

pb
^.
a
:=
 
11
;

pb
^.
b
:=
 
'A'
;

pb
^.
c
:=
 
nil
;

...

```

Danh sách liên kết cũng có thể được tạo ra bằng cách cho một trường kiểu con trỏ (c) vào trong record.

## Các câu lệnh

### SYSTEM
- write(): in ra màn hình ngay tại vị trí con trỏ; ghi file.
- writeln(): in xuống một hàng; ghi file.
- read(): đọc biến; đọc file.
- readln(): đọc biến và dừng màn hình; đọc file.
- begin: bắt đầu phần thân chương trình / bắt đầu câu lệnh ghép;
- var: phần khai báo biến trong chương trình lập trình pascal.
- type: Bắt đầu các phần cho các loại biến do người dùng xác định và xác định một thể hiện kiểu mới khi đề cập đến một kiểu dữ liệu khác.
- procedure: Thủ tục (chương trình con).
- function: Hàm (chương trình con).
- program: Khai báo tên chương trình
- end: kết thúc chương trình hoặc kết thúc dòng lệnh kép
- for...do: câu lệnh lặp có xác định số lần lặp
- While...do: lặp lại cho đến khi câu lệnh không đúng với phần đã cho
- Repeat...until: lặp lại cho đến khi hoàn thành được câu lệnh
- if...then: câu lệnh điều kiện

### Thư viện Unit CRT
- clrscr: xoá cửa sổ hiện tại (giữ nguyên màu chữ đang được thiết đặt), đưa con trỏ chuột về vị trí trên cùng bên trái của cửa sổ hiện tại.
- textcolor(): đổi màu chữ (có hiệu lực cho các lần gọi hàm write và writeln sau đó).
- textbackground(): tô màu cho nền chữ.
- sound(): tạo âm thanh.
- delay(x): dừng chương trình trong x miligiây trước khi chạy tiếp
- nosound: tắt âm thanh.
- windows(x1,y1,x2,y2): thay đổi cửa sổ màn hình.
- highvideo: tăng độ sáng màn hình.
- lowvideo: giảm độ sáng màn hình.
- normvideo: màn hình trở lại chế độ sáng bình thường.
- gotoxy(x,y): đưa con trỏ đến vị trí x,y trên màn hình.
- delline: xoá một dòng đang chứa con trỏ.
- clreol: xoá các ký tự từ vị trí con trỏ đến cuối mà không di chuyển vị trí con trỏ.
- insline: chèn thêm một dòng vào vị trí của con trỏ hiện hành.
- exit: thoát khỏi chương trình.
- textmode(co40): tạo kiểu chữ lớn.
- randomize: khởi tạo chế độ ngẫu nhiên.
- move(var 1,var 2,n): sao chép trong bộ nhớ một khối n byte từ biến Var 1 sang biến Var 2.
- halt: Ngưng thực hiện chương trình và trở về hệ điều hành.
- Abs(n): Giá trị tuyệt đối.
- Arctan(x): cho kết quả là hàm Arctan(x).
- Cos(x): cho kết quả là cos(x).
- Exp(x): hàm số mũ cơ số tự nhiên ex.
- Frac(x): cho kết quả là phần thập phân của số x.
- int(x): cho kết quả là phần nguyên của số thập phân x.
- ln(x): Hàm logarit cơ số tự nhiên.
- sin(x): cho kết quả là sin(x), với x tính bằng Radian.
- Sqr(x): bình phương của số x.
- Sqrt(x): cho kết quả là căn bậc hai của x.
- pred(x): cho kết quả là số nguyên đứng trước số nguyên x.
- Succ(x): cho kết quả là số nguyên đứng sau số nguyên x.
- odd(x): cho kết quả là true nếu x số lẻ, ngược lại là false.
- chr(x): trả về một ký tự có vị trí là x trong bảng mã ASCII.
- Ord(x): trả về một số thứ tự của ký tự x.
- round(n): Làm tròn số thực n tới số nguyên gần n nhất.
- trunc(n): Làm tròn số thực n tới số nguyên có giá trị tuyệt đối bé hơn n.
- Random(n): cho một số ngẫu nhiên trong phạm vi n.
- upcase(n): đổi ký tự chữ thường sang chữ hoa.
- lowercase(n) (chỉ dùng trong Free Pascal): đổi ký tự từ chữ hoa sang chữ thường.
- assign(f,'<đường dẫn><tên file>.<phần mở rộng>'): gán một file trên ổ đĩa vào biến f.
- rewrite(f): tạo một file mới (nếu chưa có) hoặc xóa toàn bộ nội dung của file trên ổ đĩa (nếu file đã tồn tại và có nội dung).
- seek(f,n): Tìm dữ liệu ở phần tử n trong tệp f.
- append(f): chèn thêm dữ liệu cho file.
- close(f): tắt file.
- erase(f): xóa file
- rename(): đặt lại tên.
- str(a,s): đổi từ số a thành xâu s.
- val(st,m): chuyển chuỗi st thành số m.
- length(s): cho biết độ dài của xâu.
- copy(s,a,b): copy b (số lượng kí tự) ký tự từ vị trí a trong xâu s.
- insert(x,s,a): chèn xâu x (hoặc chuỗi bất kì thì để chuỗi giữa 2 dấu " ' ") vào vị trí a cho xâu s.
- delete(s,a,b): xóa b (số lượng kí tự) ký tự từ vị trí a trong xâu s.
- pos(s,st): vị trí đầu tiên của xâu s trong xâu st.
- break: kết thúc vòng lặp.
- inc(i): tăng biến i lên 1 đơn vị.
- dec(i): giảm biến i xuống 1 đơn vị.

### Unit GRAPH
- initgraph(a,b,): khởi tạo chế độ đồ hoạ.
- closegraph;: tắt chế độ đồ hoạ.
- setcolor(x): chọn màu.
- outtext(): in ra màn hình tại góc trên bên trái.
- outtextxy(x,y,): in ra màn hình tại toạ độ màn hình.
- rectangle(x1,y1,x2,y2): vẽ hình chữ nhật.
- line(x1,y1,x2,y2): vẽ đoạn thẳng.
- moveto(x,y): lấy điểm xuất phát để vẽ đoạn thẳng.
- lineto(x,y): lấy điểm kết thúc để vẽ doạn thảng.
- circle(x,y,n): vẽ đường tròn.
- ellipse(x,y,o1,o2,a,b): vẽ hình elip.
- floodfill(a,b,n): tô màu cho hình.
- getfillpattern(x): tạo biến để tô.
- setfillpattern(x,a): chọn màu để tô.
- cleardevice: xoá toàn bộ màn hình.
- settextstyle(n,a,b): chọn kiểu chữ.
- bar(a,b,c,d): vẽ thanh.
- bar3d(a,b,c,d,n,h): vẽ hộp.
- arc(a,b,c,d,e): vẽ cung tròn.
- setbkcolor(n): tô màu nền.
- putpixel(x,y,n): vẽ điểm.
- setfillstyle(a,b): tạo nền cho màn hình.
- setlinestyle(a,b,c): chọn kiểu đoạn thẳng.
- getmem(p,1): chuyển biến để nhớ dữ liệu.
- getimage(x1,y1,x2,y2,p): nhớ các hình vẽ trên vùng cửa sổ xác định.
- putimage(x,y,p,n): in ra màn hình các hình vừa nhớ....

### Unit DOS
- getdate(y,m,d,t): lấy các dữ liệu về ngày trong bộ nhớ.
- gettime(h,m,s,hund): lấy các dữ liệu về giờ trong bộ nhớ.
- findnext(x): tìm kiếm tiếp.
- findfirst($20,dirinfo): tìm kiếm....

## Các trình biên dịch phổ biến

### Trình biên dịch
Có vài trình biên dịch Pascal được đưa ra cho sử dụng công khai:
- Delphi là sản phẩm phát triển ứng dụng tức thời (RAD) của Embarcadero (trước đây là Borland/CodeGear). Nó sử dụng ngôn ngữ Object Pascal để tạo ra các chương trình ứng dụng cho nền tảng Windows, macOS, iOS và Android. Phiên bản mới nhất còn hỗ trợ cả việc biên dịch cho nền Microsoft.NET từ D8 đến D2005, D2006 và D2007 thì bị chấm dứt, và được thay thế bằng một ngôn ngữ mới (Prism, sau đổi tên thành Oxygene, xem bên dưới). Trong những năm gần đây Unicode và generics đã được thêm vào (D2009, D2010, Delphi XE).
- Free Pascal được viết bằng Object Pascal (sao cho nó có thể biên dịch được chính nó), được phát triển với mục tiêu là cung cấp một trình biên dịch mạnh mẽ và thuận tiện, có khả năng biên dịch cả các ứng dụng cũ lẫn phát triển ứng dụng mới. Được phân phối miễn phí dưới giấy phép GNU GPL. Ngoài khả năng trộn lẫn cả mã của Turbo Pascal, mã Delphi và Mac Pascal,nó còn hỗ trợ nhiều nền tảng lẫn nhiều hệ điều hành. Các phiên bản hiện tại cũng có chế độ ISO.
- Turbo Pascal là trình biên dịch Pascal cho máy tính cá nhân trong những năm 1980 và đầu những năm 1990, phổ biến cả bởi vì các phần mở rộng mạnh mẽ của nó và thời gian biên dịch cực kỳ ngắn. Turbo Pascal được viết gọn nhẹ và có thể biên dịch, chạy và gỡ lỗi tất cả từ bộ nhớ mà không cần truy cập đĩa. Các ổ đĩa mềm chậm là phổ biến cho các lập trình viên vào thời điểm đó, tiếp tục phát triển lợi thế tốc độ của Turbo Pascal. Hiện tại, các phiên bản cũ của Turbo Pascal cho đến phiên bản 5.5 có thể tải xuống miễn phí từ trang web của Borland (tuy nhiên vẫn cần đăng kí).
- GNU Pascal Compiler (GPC) là trình biên dịch Pascal của Bộ biên dịch GNU (GCC). Trình biên dịch này được viết bằng C, thư viện chạy hầu hết viết bằng Pascal. Được phân phối miễn phí dưới giấy phép GNU, có thể chạy trên rất nhiều nền tảng và hệ điều hành khác nhau. Nó còn hỗ trợ chuẩn ngôn ngữ ANSI/ISO và tương thích với ngôn ngữ Borland/Turbo Pascal, Mac-pascal. Việc hỗ trợ cho Borland Delphi và một vài biến thể khác vẫn còn khá hạn chế.
- Modern Pascal là trình biên dịch đa nền tảng và trình biên dịch mã p được viết bằng Free Pascal. Nó nhằm mục đích cung cấp các giải pháp thay thế cho PHP và node.js, bằng cách sử dụng một phương ngữ chuẩn ISO pascal hoặc một trình hỗ trợ JavaScript/C. Nó rất hữu dụng như trình thông dịch Free Pascal.
- DWScript aka DelphiWebScript, là một phiên dịch được tạo ra bởi Matthias Ackermann và Hannes Hernler vào năm 2000. Phiên bản hiện tại chạy một phương ngữ của Object Pascal tương thích phần lớn với Delphi, nhưng cũng hỗ trợ các cấu trúc ngôn ngữ trong Prism. Mã DWScript có thể được nhúng vào các ứng dụng Delphi tương tự như PascalScript được biên dịch thành ứng dụng độc lập bằng SimpleMobileStudio hoặc được biên dịch thành mã JavaScript và được đặt trên một trang web.
- Kylix là một nhánh sản phẩm khác kế thừa từ Pascal của Borland, tiền thân từ Delphi, hỗ trợ hệ điều hành Linux và một thư viện đối tượng đã được bổ sung. Trình biên dịch và môi trường phát triển tích hợp (IDE) có thể được cung cấp cho việc sử dụng phi lợi nhuận. Trình biên dịch (không bao gồm Libraries hay IDE) được cho là trở thành phần mềm Mã nguồn mở trong thời gian tới.
- Dr. Pascal là một trình thông dịch chạy Standard Pascal. Bổ sung đáng kể nhất là chế độ "thực thi nhìn thấy được" cho phép hiển thị chương trình đang chạy cùng với các biến của nó, và cả quá trình kiểm tra lỗi khi thực thi (runtime error checking). Trình thông dịch này không tạo ra được file thực thi nhị phân riêng rẽ, chạy trên nền tảng MS-DOS hoặc cửa sổ DOS trên nền Windows và cả trên dòng máy Macintosh cũ.
- Virtual Pascal được Vitaly Miryanov sáng tạo như một trình biên dịch dành cho OS/2 tương thích với cú pháp của Borland Pascal. Sau đó nó được fPrint phát triển thành sản phẩm thương mại, hỗ trợ thêm Win32, và đến năm 2000 trở thành phần mềm miễn phí. Ngày nay nó có thể biên dịch cho Win32, OS/2 và cả Linux, và gần như hoàn toàn tương thích với Borland Pascal và Delphi. Phát triển đã bị hủy vào ngày 4 tháng 4 năm 2005.
- IP Pascal ban đầu là ngôn ngữ Pascal dành cho Z80/CP/M, rồi được chuyển sang và viết lại cho Intel 80386/PC. IP Pascal có một thư viện khả chuyển (portability library). Ví dụ, một chương trình hiển thị văn bản viết bằng Pascal chuẩn từ thập niên 1970 có thể được biên dịch lại để làm việc trong một cửa sổ và thậm chí có cả việc tạo dựng đồ họa. IP Pascal hỗ trợ chuẩn ISO 7185 và nâng cấp ngôn ngữ một cách logic. Ví dụ, Pascal chuẩn hỗ trợ các xâu ký tự được "căn lề phải" và sau đó còn hỗ trợ xâu ký tự động. Mảng tĩnh của Pascal chuẩn được nâng thành mảng động nhưng vẫn hoàn toàn tương thích ngược với mảng tĩnh, v.v.
- Trình biên dịch P4, cơ sở cho rất nhiều trình biên dịch Pascal - được viết bằng Pascal sau đó, bao gồm cả UCSD p-System.
- Trình biên dịch P5, là một tiêu chuẩn ISO 7185 của P4.
- Pocket Studio là một tập nhỏ các trình biên dịch Pascal và RAD cho các bộ vi xử lý Palm OS và MC68xxx với một số mở rộng hỗ trợ giao tiếp với API (Application Programming Interface-giao tiếp lập trình ứng dụng) của hệ điều hành Palm OS.
- Lazarus là môi trường phát triển tức thời trực quan đa nền tảng. Lazarus sử dụng trình biên dịch Free Pascal.
- Turbo51 là một trình biên dịch Pascal miễn phí cho gia đình vi điều khiển 8.051, với cú pháp Turbo Pascal 7.
- Oxygene (trước đây gọi là Chrome) là một trình biên dịch Object Pascal cho các nền tảng .NET và Mono. Nó được tạo ra và được xuất bản bởi Software.com RemObjects Software[liên kết hỏng], và được bán một thời gian bởi Embarcadero như là trình biên dịch phụ trợ của Prism.
- Dr. Pascal Mở rộng của trình biên dịch Pascal đã thử nghiệm trên DOS, Windows 3.1, 95, 98, NT.
- Smart Mobile Studio là trình biên dịch Pascal sang HTML5/Javascript.
- Pascal-XT được tạo ra bởi Siemens cho hệ điều hành máy tính lớn BS2000 và SINIX.
- MIDletPascal - Trình biên dịch Pascal và IDE tạo ra bytecode Java nhỏ và nhanh, được thiết kế đặc biệt để tạo phần mềm cho điện thoại di động
- Vector Pascal là một ngôn ngữ cho các bộ chỉ lệnh SIMD như MMX và AMD 3d Now, hỗ trợ tất cả các bộ vi xử lý Intel và AMD, và Công cụ cảm xúc PlayStation 2 của Sony.
- Morfik Pascal cho phép phát triển các ứng dụng Web hoàn toàn được viết bằng Object Pascal (cả máy chủ và phía trình duyệt).
- WDSibyl - Môi trường phát triển trực quan và trình biên dịch Pascal cho Win32 và OS/2
- Trình biên dịch PP, một trình biên dịch cho Palm OS chạy trực tiếp trên máy tính cầm tay.
- Trình biên dịch CDC 6000 Pascal là mã nguồn cho trình biên dịch Pascal đầu tiên (CDC 6000).
- Pascal-S là trình biên dịch chạy cho WinXP với tiêu chuẩn ISO 7185. Nó xây dựng trình biên trình biên dịch của riêng bạn. Tuy nhiên, lưu ý rằng hệ thống P4 có thể thích hợp hơn cho điều đó, vì nó xử lý gần như toàn bộ ngôn ngữ Pascal
- AmigaPascal là một trình biên dịch Pascal miễn phí cho máy tính Amiga.

Bạn có thể tìm thấy một danh sách lớn nữa tại Pascaland. Trang web này viết bằng tiếng Pháp, nhưng về cơ bản chỉ là một danh sách gồm các địa chỉ mạng (URL) tới các trình biên dịch, do vậy không ảnh hưởng nhiều. Bạn cũng có thể ghé thăm Pascal Central Lưu trữ ngày 10 tháng 3 năm 2010 tại Wayback Machine, một trang web chính về thông tin và hỗ trợ cho Pascal dành cho máy Mac, với rất nhiều bộ sưu tập về các bài báo, cộng với liên kết tới rất nhiều trình biên dịch và hướng dẫn khác.

### IDE
- Dev-Pascal là một IDE Pascal được thiết kế trong Borland Delphi và hỗ trợ bởi Free Pascal và GNU Pascal dưới dạng các chương trình phụ trợ.
- Lazarus là một IDE nền tảng trực quan giống như Delphi miễn phí để mô hình ứng dụng nhanh chóng (RAD). Dựa trên Free Pascal, Lazarus có sẵn cho nhiều nền tảng bao gồm Linux, FreeBSD, macOS và Microsoft Windows.

### Libraries
WOL Libraries để tạo các ứng dụng GUI với trình biên dịch Free Pascal.

## Những phê phán trước đây
Mặc dù rất phổ biến (những năm 1980 và 1990 còn phổ biến hơn cả thời điểm bài viết này được thực hiện), các phiên bản Pascal trước đây đã bị phê phán rộng rãi vì không phù hợp cho việc sử dụng trong thực tế, ngoài việc dạy học. Brian Kernighan, người truyền bá C, đã đưa ra những phê phán lớn nhất về Pascal trong đầu những năm 1980, bằng bài viết Why Pascal Is Not My Favorite Programming Language (Tại sao Pascal không phải là ngôn ngữ lập trình tôi ưa thích). Mặt khác, rất nhiều nỗ lực phát triển lớn trong những năm 1980 (như chuyển sang cho Apple Lisa và Macintosh) lại phụ thuộc rất nhiều vào Pascal (tới mức mà giao tiếp C dành cho Mac OS phải giải quyết cả các kiểu dữ liệu của Pascal). Trong những thập niên sau đó, Pascal tiếp tục phát triển, và những vấn đề mà Kernighan đã đưa ra không còn phù hợp cho các phiên bản hiện tại nữa. Thật đáng tiếc là, như những điều mà Kernighan dự đoán trong bài viết, hầu hết các sự mở rộng để giải quyết các vấn đề trên làm các trình biên dịch không tương thích với nhau. Mặc dù vậy, trong thập niên vừa qua các biến thể dường như đã tập trung lại thành hai loại, theo chuẩn ISO hay theo chuẩn Borland, đều đã dần dần đi ra ngoài dự đoán của Kernighan.
Dựa trên kinh nghiệm với Pascal, Niklaus Wirth đã phát triển thêm hai ngôn ngữ lập trình nữa, Modula-2 và Oberon. Hai ngôn ngữ này mặc dù đã có nhiều cải tiến nhưng không thể theo kịp thành công thương mại của Pascal.